# James Bellamy
James Francis "Jim" Bellamy (Bethnal Green, 11 de setembre del 1881 - Chadwell Heath, 30 de març del 1969) va ser un jugador i entrenador de futbol anglès, que va guanyar amb el Futbol Club Barcelona la seva primera lliga espanyola.
Bellamy va guanyar el Campionat de Catalunya en les temporades 1929-30 i 1930-31. De la banda negativa, cal destacar que sota la seva direcció, el Barça va patir, a Bilbao, la derrota més gran de tota la seva història al campionat de lliga, (12-1).
Abans d'entrenar el Futbol Club Barcelona, va dirigir altres equips com ara el Brescia Calcio d'Itàlia.